# Oberamt Ehingen

Karte der württembergischen Oberämter, Stand 1926

Das Oberamt Ehingen war ein württembergischer Verwaltungsbezirk (auf beigefügter Karte #11), der 1934 in Kreis Ehingen umbenannt und 1938, vor allem um Gemeinden der aufgelösten Kreise Blaubeuren und Riedlingen, zum Landkreis Ehingen vergrößert wurde. Allgemeine Bemerkungen zu württembergischen Oberämtern siehe Oberamt (Württemberg).

## Geschichte

Oberamt Ehingen, Gebietsstand 1813, mit den früheren Herrschafts- und Ämtergrenzen
Legende

Große Teile des Raums Ehingen zählten seit dem Mittelalter zum Einflussbereich der Habsburger. Einige Orte standen, wie die Stadt selbst, unmittelbar unter österreichischer Hoheit, andere gehörten zu klösterlichen Territorien oder zu Rittergütern. Nachdem Württemberg, vor 1800 in der Region kaum präsent, mit dem Pressburger Frieden die österreichischen Gebiete zugefallen waren, wurde Ehingen Oberamtsstadt. Noch 1806 erhielt der Bezirk Zuwachs in Form von standesherrlichen bzw. ritterschaftlichen, per Rheinbundakte mediatisierten Gebieten, später kamen Teile der kurzlebigen Oberämter Urspring (1808) und Zwiefalten (1810) hinzu, außerdem einige Orte, die 1806 zunächst zu Bayern gekommen waren.
Nachbarn des von 1818 bis 1924 dem Donaukreis zugeordneten Bezirks waren die Oberämter Blaubeuren, Münsingen, Ulm, Biberach, Wiblingen (später Laupheim) und Riedlingen.

## Ehemalige Herrschaften
1813, nach Abschluss der Gebietsreform, setzte sich der Bezirk aus Bestandteilen zusammen, die im Jahr 1800 zu folgenden Herrschaften gehört hatten:
- Vorderösterreich
Unmittelbar unter österreichischer Hoheit standen die Städte Ehingen und Munderkingen, wobei Ehingen der Markgrafschaft Burgau, Munderkingen hingegen der Landvogtei Schwaben zugeteilt war. Die Stadt Ehingen übte Hoch- und Niedergericht auch in Altsteußlingen, Berkach, Dächingen, Dettingen, Heufelden, Nasgenstadt, Mühlen, Schlechtenfeld, Schwörzkirch und Bockighofen aus. Zu Vorderösterreich gehörten ferner:
  - zur Herrschaft Berg, als Lehen an Graf Schenk von Castell vergeben: Berg, Altbierlingen,
  - zur Herrschaft Erbach, als Lehen an Freiherr von Ulm-Erbach vergeben: Erbach, Donaurieden,
  - die an Graf von Stadion verliehene Hälfte von Emerkingen und Unterstadion,
  - zum Kloster Urspring: Hausen ob Allmendingen, Blienshofen, Schaiblishausen,
  - zum Kloster St. Georgen zu Villingen: Herbertshofen mit Dintenhofen.
- Herzogtum Württemberg
  - Oberamt Steußlingen: Ennahofen, Grötzingen, Sondernach, Weilersteußlingen;
  - Oberamt Münsingen: Mundingen;
  - Klosteramt Blaubeuren: Rottenacker.
- Reichsabtei Marchtal: Obermarchtal mit den zugehörigen Weilern, Kirchbierlingen mit Sontheim und Weisel, Algershofen (teilweise).
- Reichsabtei Zwiefalten: Kirchen, Lauterach, Schloss Mochental.
- Reichsabtei Salem: Frankenhofen, Stetten.
- Reichsabtei Söflingen: Pfraunstetten.
- Reichsstift Buchau: Oggelsbeuren, Rupertshofen.
- Reichsstadt Ulm
Über Ersingen, wo die Ulmer Schwesternsammlung alleiniger Grundherr war, übte die Stadt die Landeshoheit aus.
- Reichsritterschaft
Beim Ritterkanton Donau der schwäbischen Ritterschaft waren immatrikuliert:
  - Herrschaft Grundsheim mit Willenhofen (Fürst von Thurn und Taxis);
  - Oberdischingen,
  - Bach,
  - Wernau (sämtlich Graf Schenk von Castell);
  - Alberweiler,
  - Moosbeuren,
  - Oberstadion mit Aigendorf, Hundersingen, Mundeldingen (sämtlich Graf von Stadion);
  - Allmendingen,
  - Altheim,
  - Öpfingen mit Griesingen und Niederhofen (sämtlich Freiherr von Freyberg);
  - Granheim,
  - Untermarchtal (beide Freiherr von Speth);
  - Gamerschwang (Freiherr von Raßler);
  - Emerkingen und Unterstadion (je zur Hälfte, Freiherr vom Stain zum Rechtenstein);
  - Rechtenstein (Stammsitz der Freiherren vom Stain, von den Erben der 1743 erloschenen Linie kamen 3/4 der Herrschaft in den Besitz der Freiherren von Freyberg);
  - Rißtissen (Freiherr Schenk von Stauffenberg).

## Gemeinden

Gemeinden und Markungen um 1860

Folgende 48 Schultheißereien bzw. Gemeinden waren 1826 dem Oberamt Ehingen unterstellt.
| Nr. | frühere Gemeinde   | Einwohnerzahl 1829 | Einwohnerzahl 1829 | heutige Gemeinde |
|     |                    | evang.             | kath.              |                  |
| --- | ------------------ | ------------------ | ------------------ | ---------------- |
| 1   | Ehingen            | 11                 | 2571               | Ehingen (Donau)  |
| 2   | Alberweiler        | –                  | 351                | Schemmerhofen    |
| 3   | Allmendingen       | –                  | 782                | Allmendingen     |
| 4   | Altbierlingen      | –                  | 214                | Ehingen (Donau)  |
| 5   | Altheim            | –                  | 318                | Altheim          |
| 6   | Alt-Steußlingen    | –                  | 344                | Ehingen (Donau)  |
| 7   | Bach               | –                  | 299                | Erbach           |
| 8   | Berg               | –                  | 336                | Ehingen (Donau)  |
| 9   | Bergach 1          | –                  | 177                | Ehingen (Donau)  |
| 10  | Dächingen          | –                  | 292                | Ehingen (Donau)  |
| 11  | Dettingen          | –                  | 298                | Ehingen (Donau)  |
| 12  | Donaurieden        | –                  | 240                | Erbach           |
| 13  | Emerkingen         | –                  | 501                | Emerkingen       |
| 14  | Ennahofen          | 262                | 1                  | Allmendingen     |
| 15  | Erbach             | –                  | 1016               | Erbach           |
| 16  | Ersingen           | 299                | –                  | Erbach           |
| 17  | Frankenhofen       | –                  | 268                | Ehingen (Donau)  |
| 18  | Gamerschwang       | –                  | 342                | Ehingen (Donau)  |
| 19  | Granheim           | –                  | 248                | Ehingen (Donau)  |
| 20  | Griesingen         | –                  | 566                | Griesingen       |
| 21  | Grötzingen         | 186                | –                  | Allmendingen     |
| 22  | Grunzheim 2        | –                  | 334                | Grundsheim       |
| 23  | Herbertshofen      | –                  | 153                | Ehingen (Donau)  |
| 24  | Heufelden          | –                  | 171                | Ehingen (Donau)  |
| 25  | Hundersingen       | 1                  | 219                | Oberstadion      |
| 26  | Kirchbierlingen    | –                  | 349                | Ehingen (Donau)  |
| 27  | Kirchheim 3        | –                  | 584                | Ehingen (Donau)  |
| 28  | Lauterach          | –                  | 404                | Lauterach        |
| 29  | Moosbeuren         | –                  | 408                | Oberstadion      |
| 30  | Mundeldingen       | –                  | 314                | Oberstadion      |
| 31  | Munderkingen       | 1                  | 1719               | Munderkingen     |
| 32  | Mundingen          | 179                | –                  | Ehingen (Donau)  |
| 33  | Nasgenstatt 4      | –                  | 238                | Ehingen (Donau)  |
| 34  | Niederhofen        | –                  | 260                | Allmendingen     |
| 35  | Oberdischingen     | 1                  | 935                | Oberdischingen   |
| 36  | Obermarchthal      | 3                  | 955                | Obermarchtal     |
| 37  | Oberstadion        | –                  | 424                | Oberstadion      |
| 38  | Oepfingen          | –                  | 676                | Öpfingen         |
| 39  | Oggelsbeuren       | –                  | 574                | Attenweiler      |
| 40  | Rechtenstein       | –                  | 189                | Rechtenstein     |
| 41  | Rißtissen          | –                  | 651                | Ehingen (Donau)  |
| 42  | Rottenacker        | 1246               | 1                  | Rottenacker      |
| 43  | Rupertshofen       | –                  | 254                | Attenweiler      |
| 44  | Schaiblinshausen 5 | –                  | 192                | Ehingen (Donau)  |
| 45  | Sondernach         | 113                | –                  | Schelklingen     |
| 46  | Untermarchtal      | –                  | 477                | Untermarchtal    |
| 47  | Unterstadion       | –                  | 421                | Unterstadion     |
| 48  | Weilersteußlingen  | 187                | –                  | Allmendingen     |
|     | Summe              | 2489               | 20066              |                  |

heutige Schreibweise:

## Änderungen im Gemeindebestand seit 1813
- 1842 wurde die Gemeinde Alberweiler vom Oberamt Ehingen zum Oberamt Biberach versetzt.
- 1933 wurde Algershofen von Untermarchtal nach Munderkingen umgemeindet.

## Amtsvorsteher
- 1810–1811: Karl Wolfgang Friedrich Geß
- 1811–1817: Joseph Christian Schliz
- 1819–1831: Josef von Bagnato
- 1831–1847: Augustin Steinhäuser
- 1847–1851: Josef Anton Weber
- 1851–1861: Johann Baptist Liebherr
- 1861–1870: Gustav Theodor Goll
- 1870–1882: Nonus von Bailer
- 1882–1888: Maximilian Michael Hölldampf
- 1888–1894: Julius Jungel
- 1894–1919: Eduard Quintenz
- 1919–1931: Polykarp Pflieger
- 1931–1933: Karl Walser
- 1934–1938: Hermann Bareth